# Т Плюс
ПАО «Т Плюс» (до июня 2015 года — ОАО «Волжская ТГК») — крупнейшая российская частная компания, работающая в сфере электроэнергетики и теплоснабжения. Контролируется группой Ренова и Виктором Вексельбергом. Группа объединяет целый ряд генерирующих, сбытовых и ремонтно-сервисных активов.
Клиентами компании являются более 14 млн физических лиц и более 160 тысяч юридических лиц в 16 регионах России. Штаб-квартира находится в Москве, ПАО «Т Плюс» является компанией-правопреемником ОАО «Волжская ТГК», созданной в 2005 году в ходе реформы РАО ЕЭС. В 2014 году к ОАО «Волжская ТГК» присоединились ОАО «ТГК-5», ОАО «ТГК-6», ОАО «ТГК-9» и ОАО «Оренбургская ТГК». В 2015 году на годовом общем собрании акционеров объединенной компании было принято решение об изменении наименования объединенной компании на Публичное акционерное общество «Т Плюс».

## Собственники и руководство
Уставный капитал компании — 44 млрд 467 млн 039 тыс. 593 обыкновенных акций номиналом 1 рубль. Основной акционер «Т Плюс» — группа «Ренова» с долей 39,59 %.
В список акционеров, владеющих более 5 % уставного капитала «Т Плюс» по состоянию на 2018 год входят:
- Brookweed Trading Limited – 20,47%;
- Gothelia Management Limited – 12,7%;
- Integrated Energy Systems (IES) – 11,8.

Исполняющим обязанности генерального директора Группы «Т Плюс» в 2017—2019 годах являлся Денис Паслер. С 2019 по апрель 2023 энергохолдинг возглавлял Андрей Вагнер. С апреля 2023 на должность генерального директора назначен Александр Вилесов. С 22 января 2025 года генеральным директором назначен бывший замглавы Минэнерго России Павел Сниккарс.

## Деятельность
Под управлением «Т Плюс» находится 54 электростанций, более 400 котельных и более 18 000 километров тепловых сетей, что позволяет ежегодно вырабатывать и передавать потребителям более 100 миллионов Гкал тепла и 50 млрд кВтч электроэнергии. На долю компании, являющейся одним из крупнейших в мире производителем тепла, приходится порядка 6 % от установленной мощности электростанций России и около 10 % рынка централизованного теплоснабжения страны.

Общая электрическая мощность станций компании — 14,9 ГВт, из них 60 % работает в режиме когенерации, тепловая мощность объектов — 54,8 тыс. Гкал/час. Доля природного газа в топливном балансе станций составляет около 94 %, угля — 5 %, мазута и торфа — примерно по 0,5 %.

Логотип компании до 2015 года

### Показатели деятельности
Выработка электроэнергии — 51 358 млн кВтч (2020), выработка тепла — 91 769 тыс. Гкал (2020).
В 2021 году компания заняла 25 место в рейтинге журнала Forbes «200 крупнейших частных компаний России» с выручкой 383,3 млрд рублей. В 2023 году «Т Плюс» вошла в рейтинг «100 крупнейших компаний России по чистой прибыли» с показателем 20,9 млрд рублей.

### Перспективы деятельности
В 2019 году Группа Т Плюс утвердила стратегию развития до 2032 года. Она предполагает увеличение инвестиций в тепловой сегмент бизнеса и модернизацию сферы теплоснабжения регионов. 
Компания намерена реализовывать проекты по модернизации своей генерации за счёт участия в государственной программе ДПМ-2. На текущий момент отбор прошли семь проектов «Т Плюс», суммарный объем инвестиций в их обновление превысит 40 млрд рублей.
Стратегия «Т Плюс» включает цифровизацию бизнеса. Она сосредоточена на нескольких ключевых направлениях:
"Цифровая сеть" - реализуется Т Плюс уже сейчас. Завершается автоматизация центральных тепловых пунктов (ЦТП) и котельных, на трубопроводы устанавливаются специальные узлы учета тепловой энергии. В электронный формат переведены все паспорта и журналы тепловых сетей, организован их онлайн-мониторинг. Внедрены новые способы диагностики труб с использованием робототехники.
Самый продвинутый по цифровизации город – Екатеринбург. Здесь заработала первая и единственная в России автоматизированная система управления теплоснабжением. "Цифровой двойник" системы теплоснабжения, позволяющий на 100% контролировать подачу ресурса: от источника до конечного потребителя.
"Цифровая станция" - включает систему управления производственными данными, предиктивную диагностику. Создается "цифровой двойник" станции, который позволяет моделировать режимы работы и выбирать оптимальный.
"Цифровой сбыт" – интеллектуальная система учёта тепловой и электрической энергии. Компания первая в стране начала установку устройств сбора и передачи данных (УСПД) в домах клиентов.
"Цифровой офис" позволяет автоматизировать функции, которые имеют определенные алгоритмы и раньше выполнялись человеком.
"Промышленная и информационная безопасность" - позволяет выполнить одну из важнейших задач – свести к нулю производственный травматизм. Направление включает внедрение множества передовых разработок. Уже сегодня на станциях тестируются камеры с искусственным интеллектом. Они определяют наличие спецодежды у персонала и при ее отсутствии сигнализируют об этом в профильное подразделение.